# كيم هي جونغ
كيم هي جونغ (بالكورية: 김희정)‏ هي ممثلة كورية جنوبية. ولدت يوم 4 ديسمبر 1970 في سول في كوريا الجنوبية.

## روابط خارجية
- كيم هي جونغ على موقع IMDb (الإنجليزية)
- كيم هي جونغ على موقع قاعدة بيانات الفيلم (الإنجليزية)